# Illa Santa Klara
L'Illa Santa Klara (basc Santa Klara uhartea) és una illa situada a la ciutat de Sant Sebastià a Guipúscoa. Es tracta d'una illeta de 5,6 hectàrees situada en el centre de la badia de la Concha i que assoleix els 48 metres d'altitud, i que és força escarpada a causa de les seves reduïdes dimensions. L'illot és llar d'una subespècie endèmica de sargantana (Podarcis hispanicus sebastiani)
L'illa Santa Klara és un bé de domini públic de titularitat municipal, cedit per l'Estat espanyol a l'ajuntament de Sant Sebastià en virtut de Decret de 31 d'octubre de 1968.
Posseeix un embarcador i una petita platja que només apareix amb les baixamars i que, no obstant això, compta amb servei de socorrisme, dutxes i fins i tot un bar, a causa del gran nombre de persones que a l'estiu s'apropen a aquesta illa (comunicada durant l'estiu amb el port de Sant Sebastià mitjançant un servei regular de vaixell cada mitja hora). A part del petit moll i les dotacions associades al període estival, l'única construcció de la illeta és un far que s'alça en el seu cim. A la zona alta de l'illa existeixen campes amb nombroses taules.
A la fi del segle XVI van ser traslladats a l'illa els contagiats per la pesta que en aquesta època assolava a la capital guipuscoana.
El grup La Oreja de Van Gogh la va esmentar en la seva cançó «Immortal».

## Flora
A causa de l'impacte de l'home, la vegetació autòctona de l'illa ha anat diversificant-se, per la qual cosa actualment es comptabilitza un gran nombre d'espècies exòtiques:
- Tamariu (Tamarix gallica)
- Xiprer de Lawson (Chamaecyparis lawsoniana)
- Canya de sant Joan (Arundo donax)
- Pollancre (Populus nigra)
- Bedoll (Betula celtiberica)
- Figuera (ficus carica),
- Acàcia borda (Robinia pseudoacacia)
- Ligustrum (Ligustrum ovalifolium)
- Evònim del Japó (Euonymus japonicus)
- Gerani (Geranium robertianum)
- Falguera (aquilina) (Pteridium aquilinum),
- Trèvol (Trifolium reptans)
- Fonoll marí (Crithmum maritimum).

## Fauna
Destaquen la subespècie endèmica de sargantana ibèrica de Sant Sebastià (Podarcis hispanicus sebastiani), i l'abundant gavià fosc (Larus fuscus).
Encara que no s'assegura que niïn a l'illa, també s'observen exemplars de Corb marí emplomallat (Phalacrocorax aristotelis) i somorgollaire (Uria aalge) en menor mesura.